# Универзитет у Мастрихту
Универзитет у Мастрихту (хол. Universiteit Maastricht) је државни универзитет у Мастрихту. Основан је 1976. године. Према подацима из 2021. било је 22.383 студента, од којих 56% долази из страних земаља.